# Spillenberger Sámuel
Spilenberger, Spillenberger vagy Spielenberg Sámuel (Szepesolaszi, 1572. – Lőcse, 1654. június 11.) orvos. Kortársai „practicus felicissimus" dicsérő jelzővel emlegették.

## Élete
Apja evangélikus lelkész volt. Iskoláit Lőcsén kezdte, majd tanulmányait a városi tanács anyagi támogatásával német protestáns egyetemeken folytathatta. A Wittenbergi Egyetemen tanult. Orvosdoktori oklevelét 1597-ben Bázelben szerezte meg, majd Lőcse és Szepes vármegye főorvosa lett. Kezdetben Lőcsén a vármegyében tevékenykedett, de már 1598-ban, felekezeti hovatartozásától függetlenül, az egri püspök is kérte orvosi segítségét. Orvosi hírneve csakhamar távoli vidékeken is elterjedt, gyakran hívták Egerbe, Kassára, Nagykárolyba, Szatmárba, majd Erdélybe is. 1614-ben Bethlen Gábornak lett udvari orvosa. Bethlen Gábor és Thurzó György nádor főorvosi címmel tüntette ki, 1617-ben pedig magyar nemességet szerzett. 1619-ben II. Mátyás magyar király halálos ágyánál konzíliumra hívták. Élete végén gyakran látogatott Erdélybe, ahol II. Rákóczi György fejedelem udvarában gyógyított. Városi orvosi hivatalát fia, Spilenberger Dávid vette át.
Orvosi gyakorlata mellett szakirodalmi munkásságot is folytatott. Kortársai mint az irodalom pártfogóját is emlegették, mivel saját költségén számos munkát jelentetett meg azokban a nyomdákban, amelyeket papírmalma látott el papírral.
Orvosi gyakorlatából, és házassága révén — Clementis Mihály lőcsei tanácsos leányával — jelentős vagyonra tett szert. Ebből bányászati és kereskedelmi vállalkozásokba is fogott, többek között papírmalmot állított fel 1613-ban Lőcse város birtokán, Szepestapolcán. Ez volt Magyarországon a második papírmalom, melynek köszönhetően hazai forrásból biztosította Lőcse, Bártfa és Kassa nyomdáinak papírigényét.
A Spilenbergerek címere oroszlán, nyaka körül tekerődző kígyóval.

## Művei
- 1597 Theses de morbo hungarico… Basiliae. (avatási értekezés)
- 1622 Zur Zeit der Infection... Leutschau.
- 1634 Pestis alexiacus renovatus… Leutschoviae.